# Лана Тернер
Джулія Джин (Лана) Тернер (англ. Lana Turner, Julia Jean Turner; 8 лютого 1921 — 29 червня 1995) — американська акторка, модель та автобіографка. Одна з найгламурніших зірок класичного Голлівуду. Її внесок у кінематограф відзначений зіркою на Голлівудській алеї слави.

## Біографія
Народилася в сім'ї шахтаря зі штату Теннессі, який був убитий, коли Лана була дитиною. Почала зніматися в кіно в 16 років. Її прозвали «дівчиною в светрі» за пристрасть до носіння светра, який ненав'язливо підкреслював її пишні форми. Для зйомок одного з перших своїх фільмів вона вищипала брови, проте вони так і не відросли, звідки і пішло інше прізвисько — «дівчина з підмальованими бровами». У 1939 р. для однієї з ролей Тернер перефарбувалася в блондинку і не тільки абсолютно змінила свій образ, але і придбала нове прізвисько — «Королева нічних клубів».
Змагаючись за звання найсексуальнішої зірки Голлівуду з Ритою Гейворт і Джейн Рассел, Тернер знялася в чотирьох фільмах з прославленим плейбоєм Кларком Гейблом. Однією з найуспішніших її картин був ранній фільм у жанрі нуар — «Листоноша завжди дзвонить двічі» (1946). Вважається, що під час Другої світової війни американські солдати воліли вішати на стіни казарм саме її фотографії та афіші. Після війни знімалася переважно в мюзиклах.
Кар'єра Тернер в 1950-і рр. була неодноманітною. Одним з найуспішніших з художньої точки зору був фільм Вінсента Міннеллі «Злі й гарні» (1952), а за «Пейтон-плейс» (1957) вона була номінована на премію «Оскар». Останнім великим успіхом була картина Дугласа Сірка «Імітація життя» (1959), в якій були факти, подібні до біографії героїні: Лана Тернер сама виховувала доньку.
Лана Тернер була одружена 8 разів, зокрема з видатним джазменом Арті Шоу (1940); мільйонером Генрі Топпінгом (1948—1952), який зробив пропозицію, опустивши діамантову обручку в її келих з мартіні; з актором Лексом Баркером (1953—1957), з яким розійшлася після того, як він почав залицятися до її малолітньої дочки, і з гіпнотизером Рональдом Данте (1969—1972). У квітні 1958 року акторка опинилася в центрі грандіозного скандалу: під час сімейної сварки 14-річна дочка Тернер, намагаючись захистити матір, зарізала її співмешканця мафіозі Джонні Стомпанато.
Лана Тернер померла в 1995 році від раку в своєму будинку в Лос-Анджелесі. Її внесок у кінематограф відзначений зіркою на Голлівудській алеї слави.

## Фільмографія
| Рік  | Назва                           | Роль                |
| ---- | ------------------------------- | ------------------- |
| 1941 | Джонні Ігер                     |                     |
| 1941 | Доктор Джекілл та містер Хайд   | Беатріс Емері       |
| 1946 | Листоноша завжди дзвонить двічі | Кора Сміт           |
| 1947 | Вулиця Зеленого дельфіна        | Маріанна Патурель   |
| 1948 | Три мушкетери                   | Леді Вінтер         |
| 1952 | Весела вдова                    | Крістал Радек       |
| 1952 | Злі й гарні                     | Джорджія Лоррінсон  |
| 1956 | Діана                           | Діана де Пуатьє     |
| 1957 | Пейтон-плейс                    | Констанція Маккензі |
| 1959 | Імітація життя                  | Лора Мередіт        |
| 1960 | Портрет у чорних тонах          | Шейла               |
| 1961 | Охоплені коханням               | Мерджері Пенроуз    |